# نيلسيا روبنسون هازل
نيلسيا روبنسون هازل (بالإنجليزية: Nelcia Robinson-Hazell)‏، عُرفت أيضا باسم نيلسيا مارشال روبنسون ونيلسيا روبنسون، شاعرة كاريبية من جذور أفريقية (زامبو). كانت رائدة في تطوير المبادرات السياسية في جميع أنحاء منطقة البحر الكاريبي بشأن القضايا المتعلقة بالجنس والهوية الأصلية. عملت كرئيس للمجلس الوطني للمرأة في سانت فنسنت وجزر غرينادين، وبدأت في الثمانينيات من القرن الماضي في تغيير المنظمة نحو العمل السياسي. واعترافًا بالحاجة إلى إجراء بحث حول احتياجات المرأة، شاركت نيلسيا في إنشاء كل من المنظمات المحلية والإقليمية لتحليل وتطوير المعلومات حول التفاوتات الاجتماعية والاقتصادية والسياسية التي تواجهها المرأة. كما ابتكرت مبادرات مماثلة للسكان الأصليين، بدايةً من سانت فنسنت إلى أن توسعت إقليمياً. شاركت روبنسون في التوجيهات الدولية بما في ذلك مؤتمر القمة العالمي للتنمية الاجتماعية والمؤتمر العالمي للمرأة لعام 1995 بالإضافة إلى المؤتمرات التي تناقش قضايا عديدة مثل الفقر والتمكين الاقتصادي والعنف ضد المرأة. عملت ممثلة للمجتمع المدني في لجان الخدمات القضائية والقانونية الإقليمية ورئيسة لشبكة نساء الكومنولث (الثروة المشتركة).

## حياتها المبكرة
وُلدت نيلسيا مارشال في قرية غريغز في الجزء الأوسط من جزر ويندوارد في سانت فنسنت في جزر الهند الغربية البريطانية، من سلالة أفريقية أمريكية أصلية في أمريكا اللاتينية. كما عُفي عن أجدادها للبقاء في سانت فنسنت بعد طرد عائلة غاريفونا من الجزيرة. تُعتبر الفئة الإثنية، وهي تراث عرقي مختلط يجمع بين غرب أفريقيا وأراواك وجزيرة كاريب، وهو العرق الموروث الأساسي لشعب جاريفونا لكنه يختلف عند الأفارقة الكاريبيين الذين يمتلكون تركيزات أعلى في الجينات الأصلية في حين أن شعب الجاريفونا لديهم علامات أفريقية أكثر. نشأت مارشال في مديمة كويستال، إذ التحقت هناك بمدرسة كويستال الابتدائية. بعد انتهائها من تعليمها الثانوي، حصلت نيلسيا على بكالوريوس العلوم في الخدمات الإنسانية من كلية سبرينجفيلد، في سبرينجفيلد، ماساتشوستس. تابعت دراستها في مجال التنمية الدولية كزميلة في مؤسسة كيلوغ.

## مهنتها
اُنتخبت مارشال روبنسون في عام 1983 رئيسة للمجلس القومي للمرأة. تحت قيادتها، تحولت المنظمة من منظمة نسائية تقليدية تتعامل مع القضايا الاجتماعية إلى وكالة ناشطة تسعى للتغيير السياسي. نظرًا إلى أن المجلس القومي للمرأة كان كيانًا حكوميًا شاملاً، فقد انعكست نتائج التغييرات السياسية بشكل غير مناسب لاهتمامات المرأة.
لموازنة أهواء الإدارات المختلفة، أسست روبنسون وعدة من زملائها لجنة تنمية المرأة في عام 1984 لإجراء بحوث حول قضايا المرأة. عملت كمنسقة للجنة ورُشحت لحزب الحركة التقدمية المتحدة (UPM) في انتخابات الجزيرة لمجلس النواب عام 1984. أصبحت عام 1985 عضوًا مؤسسًا في الرابطة الكاريبية للبحوث والعمل النسائي وهي منظمة تهدف إلى تحليل وتوثيق أوجه عدم المساواة الاجتماعية والاقتصادية والسياسية التي تواجهها النساء في المنطقة، كوسيلة يمكن من خلالها بناء أسس سياسية تصحيحية.
أصبحت روبنسون في عام 1987 منسقة للرابطة الكاريبية للسكان الأصليين. قبلها بعامين، استجابةً لبيع الأراضي في المنطقة الكاريبية لشركة تنمية دانمركية، عملت على توعية أفراد المجتمع الكاريبي الأصليين لتمكينهم من الاستفادة من قدراتهم للمساومة مع الحكومة.
كوّن المجتمع حملة لتنمية المجتمع الكاريبي والضغط على الحكومة، ما أدى إلى تأميم العقارات. من خلال التواصل المستمر وبرامج التراث الثقافي، عملت روبنسون على إعادة الروابط بين مجتمع الأفارقة الكاريبيين في سانت فنسنت وسكان غاريفونا في بليز ودول أمريكا الوسطى. كما نشرت خمس مجموعات من الشعر وحملت جائزة شعر في سانت فنسنت اسمها. حضرت روبنسون في عام 1995 القمة العالمية للتنمية الاجتماعية في كوبنهاغن، وشاركت في إضراب عن الطعام نظمته نساء الدول النامية لجذب الانتباه للحاجة إلى المساعدة للقضاء على الفقر ولتخفيف الديون المُستلفة من الدول المتقدمة.
تمثلت مخاوفها في تعرض الدول الجزرية الصغيرة في منطقة البحر الكاريبي للخطر بسبب العوامل البيئية والسياسات التجارية الحالية التي تؤثر سلبًا على النساء بحد كبير لأن النساء غالبًا ما يُنظر إليهن على أنهن مصدر لليد العاملة الرخيصة القابلة للاستغلال. وساعدت بعد ذلك في التخطيط للمؤتمر العالمي للمرأة عام 1995 الذي عقد في بكين بالإضافة إلى المؤتمرات التي عقدت في عامي 2005 و 2010.
عملت روبنسون كمنسقة لمنظمة الرابطة الكاريبية للبحوث والعمل النسائي من 1996 إلى 2009. ثم عُينت للعمل في منصب «ممثلة للمجتمع المدني في لجان الخدمات القضائية والقانونية الإقليمية» والتي أنشئت تزامنًا مع إنشاء محكمة العدل الكاريبية لغرض اقتراح وتوصية المرشحين القضائيين لضمان بقاء القضاء مستقلاً عن النفوذ السياسي.
أصبحت روبنسون في عام 2009 سفيرة للنوايا الحسنة وحصلت على جواز سفر دبلوماسي من قبل رئيس مجلس الوزراء رالف غونسالفيس.
شاركت هازل في العديد من المساعي لتحسين معيشة الفئات المعرضة للخطر من السكان وذلك بالعمل في المجلس الوطني للشباب في قسم السلطة التنفيذية كمنسقة لخدمة المسنين المتقاعدين ورئيسة جمعية الأخصائيين الاجتماعيين على المستوى الإقليمي وممثلة وطنية للشبكة الكاريبية للتنمية الريفية المتكاملة  ومنسقة للشبكة الجنسانية والتجارية لمنطقة البحر الكاريبي منذ عام 1999. مررت هازل في عام 2012 منصب رئيس المجلس الوطني لأنيستا رودني. أصبحت رئيسة شبكة نساء الكومنولث (الثروة المشتركة) في عام 2013 وهي منظمة تعمل على تأمين التمكين الاقتصادي والمساواة بين الجنسين، وكذلك تخفيف العنف ضد المرأة.